# Scutellaria sapphirina
Scutellaria sapphirina är en kransblommig växtart som först beskrevs av Rupert Charles Barneby, och fick sitt nu gällande namn av Olmstead. Scutellaria sapphirina ingår i Frossörtssläktet som ingår i familjen kransblommiga växter. Inga underarter finns listade i Catalogue of Life.